# Musée de Tahiti et des Îles

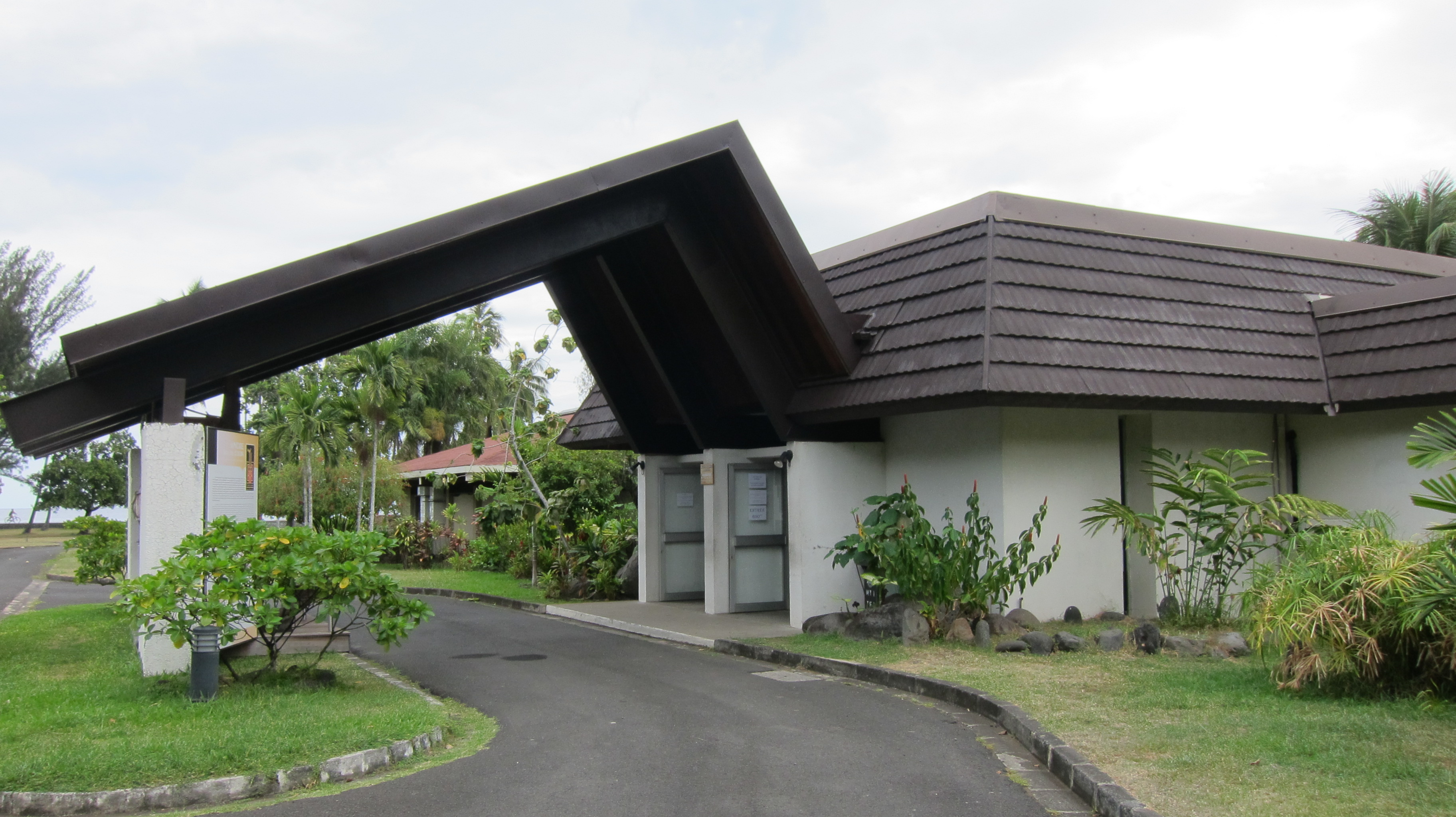
Musée de Tahiti et des Îles

Das Musée de Tahiti et des Îles (tahitianisch: Te Fare Manaha) ist ein 1974 gegründetes Museum für polynesische Altertümer, Geschichte und Naturkunde mit Sitz in Punaauia auf Tahiti in Französisch-Polynesien.

## Sammlung
Das Museum beherbergt als Völkerkundemuseum eine ethnologische Sammlung, als Naturkundemuseum eine ornithologische Sammlung, dazu ein Herbarium, eine malakologische und conchologische Sammlung von Weichtieren und Muscheln sowie als Geschichtsmuseum und Kunstmuseum auch seit 2004 eine Sammlung historischer Fotografien. Neben Informationen zur Geologie und Geografie Tahitis sind hier monumentale Steinstatuen von Tahiti, den Marquesas und Raivavae ausgestellt sowie Waffen, Ritualgegenstände und kunsthandwerkliche Objekte.
Die Sammlung umfasst mehr als 30.000 Objekte, davon rund 15.000 Pflanzen aus Französisch-Polynesien, 11.500 ethnographische und 5.500 Kunstobjekte.
Im Oktober 2010 wurde die Sammlung der Société des Etudes Océaniennes (SEO) in das Museum integriert.
Direktor des Museums war bis zu seinem Tod Jean-Marc Pambrun (1953–2011).

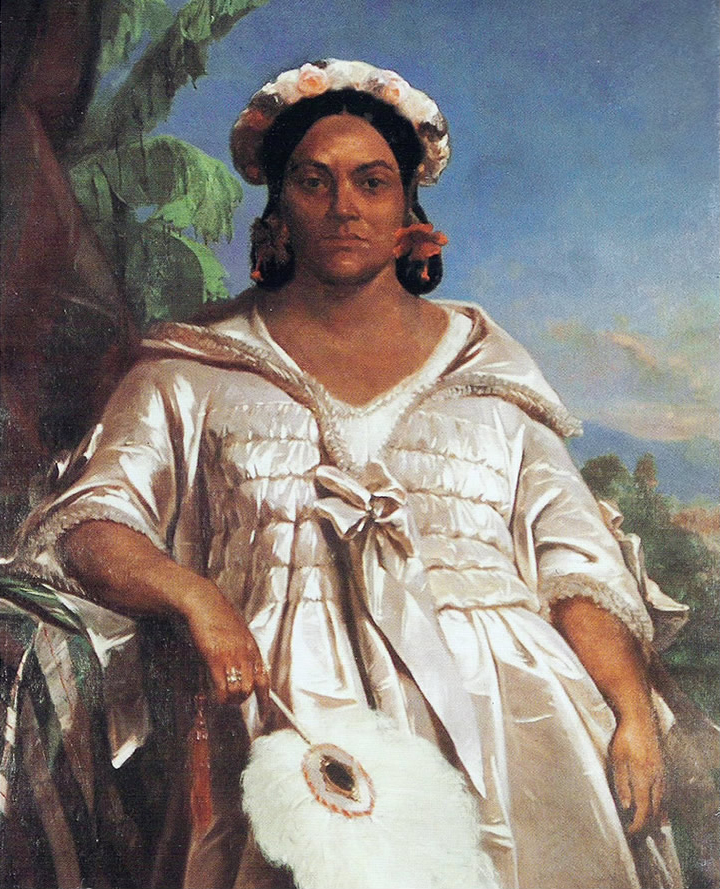
Porträt der Königin Pomaré IV. von Tahiti, Charles Giraud, 1851
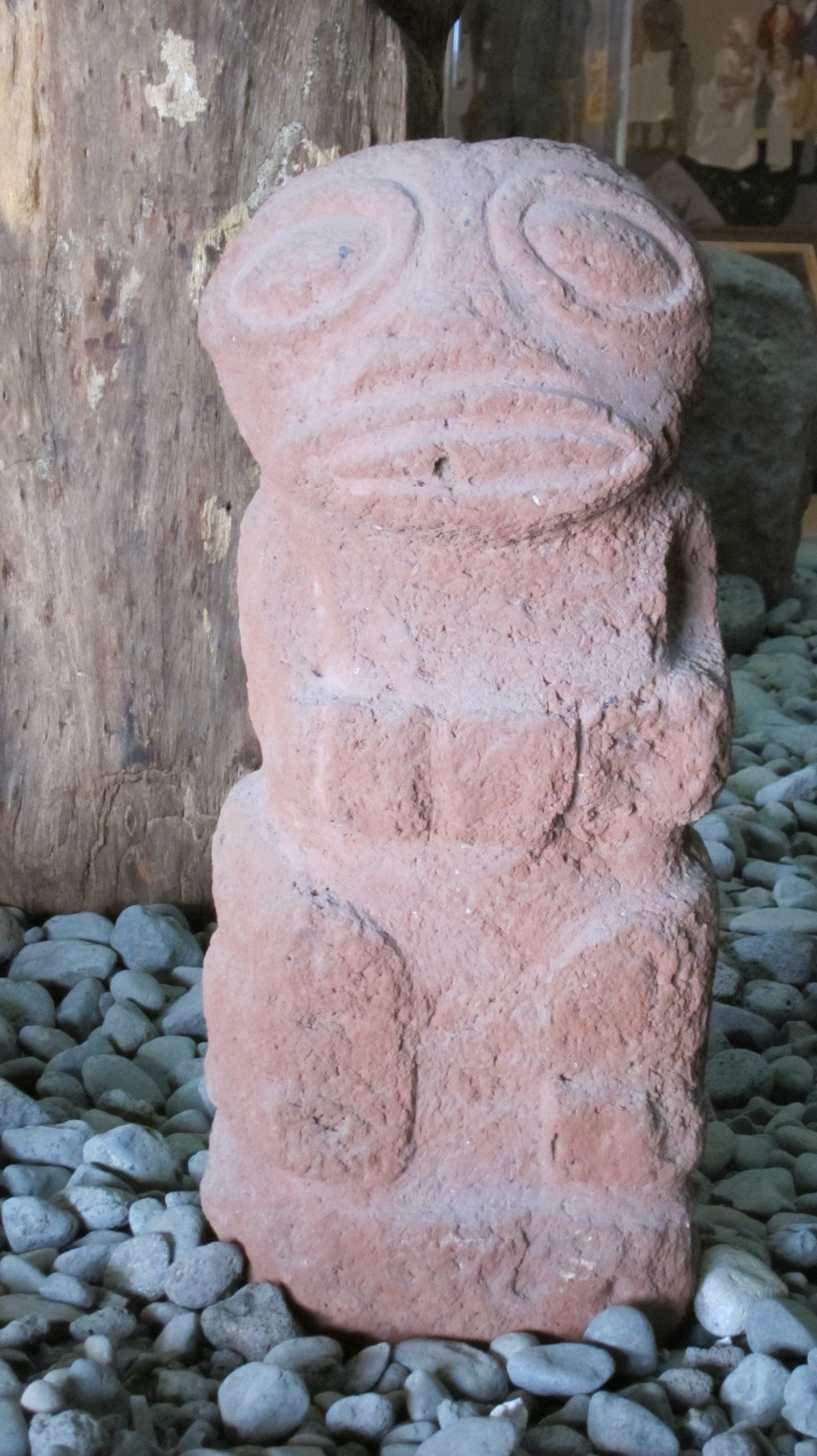
Statue, Marquesas, Tuffstein
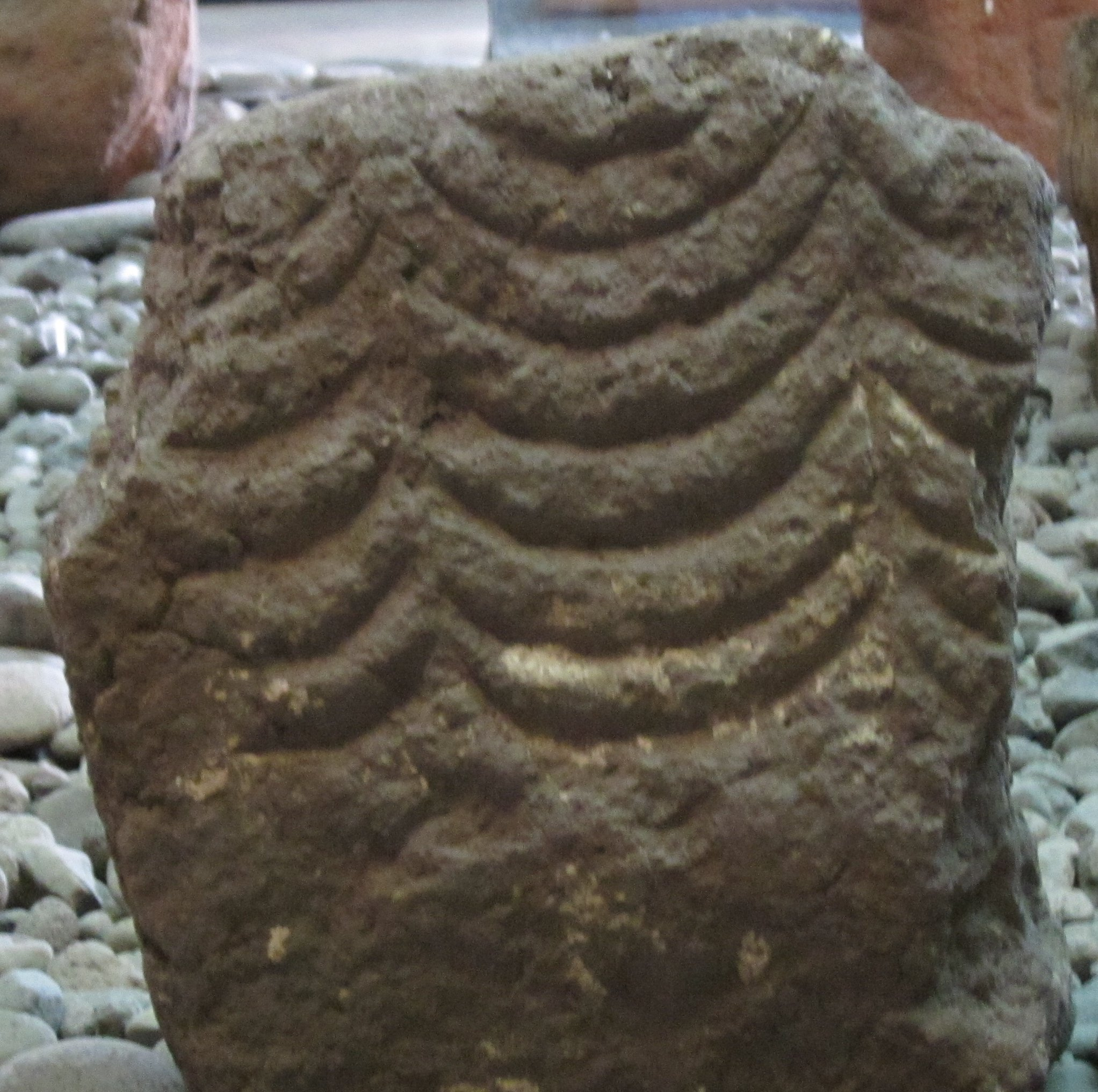
Petroglyphenstein, Raivavae, Australinseln, Tuffstein

## Kooperation
Im Dezember 2005 ist das Museum eine Kooperation mit dem Pariser Musée du quai Branly zwecks gemeinsamer Ausstellungsprojekte eingegangen.